# Bodas y prejuicios
Bodas y prejuicios es una película del año 2004 dirigida por Gurinder Chadha y basada en la novela de Jane Austen: "Orgullo y prejuicio", ambientada al estilo de Bollywood en la ciudad de Amritsar. La protagonizan Aishwarya Rai y Martin Henderson, y forman parte del reparto otros actores de TV conocidos como Naveen Andrews (Lost), Indira Varma (Juego de tronos) o Daniel Gillies (The Vampire Diaries). 

## Argumento
La historia tiene lugar en la India donde surgen las chispas del amor/odio entre Lalita, una joven de la localidad, y Darcy, un americano que va a visitar su pueblo en India por razones de trabajo. En un torbellino de música, baile y comedia, estos polos opuestos continúan atrayendose y repeliendose mientras todo se entremezcla con las historias de resto de los personajes.

## Reparto
| Actor/actriz        | Personaje                | Personaje de la obra original de Austen en que se basa |
| ------------------- | ------------------------ | ------------------------------------------------------ |
| Aishwarya Rai       | Lalita Bakshi            | Elizabeth "Lizzie" Bennet                              |
| Martin Henderson    | William Darcy            | Fitzwilliam Darcy                                      |
| Daniel Gillies      | Johnny Wickham           | Mr. George Wickham                                     |
| Naveen Andrews      | Mr Balraj                | Mr. Bingley                                            |
| Anupam Kher         | Mr. Bakshi               | Mr. Bennet                                             |
| Nadira Babbar       | Mrs. Bakshi              | Mrs. Bennet                                            |
| Namrata Shirodkar   | Jaya Bakshi              | Jane Bennet                                            |
| Indira Varma        | Kiran Balraj             | Caroline Bingley                                       |
| Sonali Kulkarni     | Chandra Lamba            | Charlotte Lucas                                        |
|                     | Mr. Kholi                | Mr. Collins                                            |
| Meghna Kothari      | Maya Bakshi              | Mary Bennet                                            |
| Peeya Rai Chowdhary | Lakhi Bakshi             | Lydia Bennet                                           |
| Alexis Bledel       | Georgina "Georgie" Darcy | Georgiana Darcy                                        |
| Marsha Mason        | Catherine Darcy          | Lady Catherine de Bourgh                               |
| Harvey Virdi        | Mrs. Lamba               | Lady Lucas                                             |
| Georgina Chapman    | Anne                     | Anne de Bourgh                                         |

## Doblaje en España
- Director de Doblaje: Juan Antonio Gálvez
- Traductor: Rosa María Pérez
- Ajustador: Juan Antonio Gálvez
- Estudio de Doblaje: 103 - Todd Ao (Madrid)
- Técnico de Sala: Ramón Cruz
- Técnico de Mezclas: Alberto Herena